# Parc provincial Sir Richard Squires Memorial
Le parc provincial Sir Richard Squires Memorial est un parc provincial de la province canadienne de Terre-Neuve-et-Labrador situé sur l'île de Terre-Neuve à environ 36 kilomètres au nord-est de Deer Lake. Il est accessible via la route 422. Le parc est traversé par la rivière Humber et est notamment reconnu pour la présence d'imposantes cascades, les chutes Big Falls, en son sein. Celles-ci ont une hauteur de trois mètres et une largeur de 87 mètres et sont prisées pour la pêche au saumon.
Créé en 1954 et ouvert au public en 1959, le parc est nommé en l'honneur du premier ministre du Dominion de Terre-Neuve, Richard Squires.